# 1917 год в России

Председатель временного правительства Александр Керенский

## Январь
- 5-11 января — Успешное русское наступление под Митавой
- 13 января — взрывы пароходов «Семён Челюскин» и «Байропия» и портовых складов в архангельском порту Экономия. Погибло около 300 человек

## Февраль
- 1 февраля — открывается Петроградская конференция союзников по Антанте
- 13 февраля — политическая стычка в Баку

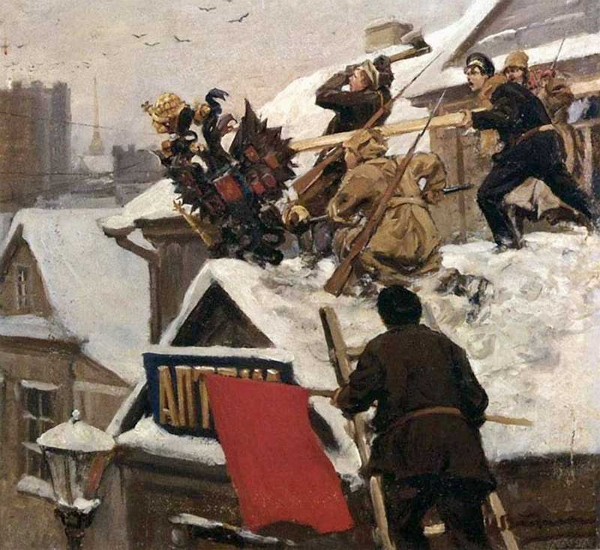
Февральская революция

## Март
- 8 марта — в Российской империи началась Февральская революция.
- 10 марта — Русское бюро ЦК РСДРП(б) призвало рабочих и солдат к активной борьбе с монархией
- 12 марта 
  - первый полёт учебного самолёта П-IV конструкции Александра Александровича Пороховщикова.
  - Попытка вооружённой борьбы с революционными силами в Петрограде во главе с Кутеповым
- 14 марта — Приказ № 1 изданный объединённым Петроградским советом рабочих и солдатских депутатов
- 15 марта
  - После переговоров с делегатами Исполкома Петроградского Совета рабочих и солдатских депутатов Временный комитет Государственной думы сформировал первый состав Временного правительства России
  - Император всероссийский Николай II подписал манифест об отречении в пользу своего брата — великого князя Михаила Александровича
- 16 марта — акт об отказе великого князя Михаила Александровича принять престол. В том акте великий князь Михаил Александрович написал, что примет верховную власть только в случае, если народ выразит на то свою волю посредством всенародного голосования через своих представителей в Учредительном собрании
- 16—17 марта — избрание Бакинского совета рабочих депутатов
- 18 марта — в Баку создан орган Временного правительства — Исполнительный комитет общественных организаций
- 22 марта — Арест Николая II в Царском Селе
- 22 марта — в Тифлисе сформирован Особый Закавказский Комитет — орган Временного правительства по управлению Закавказьем

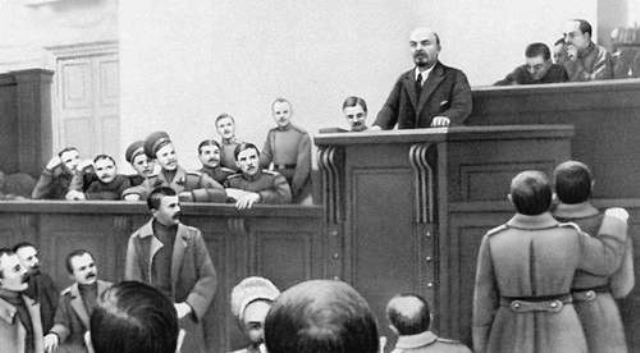
Выступление В. И. Ленина с Апрельскими тезисами с трибуны Петроградского Совета рабочих и солдатских депутатов

## Апрель
- 11 апреля-16 апреля — Всероссийское совещание Советов
- 16 апреля — Владимир Ленин вернулся в Петроград из Цюриха
- 20 апреля — В газете «Правда» были опубликованы апрельские тезисы В. И. Ленина
- 26-27 апреля — в городе Резекне Витебской губернии прошёл первый Конгресс латышей Латгалии, на котором было объявлено, что латыши Латгалии, Видземе и Курземе — один народ и Латгалия объединится с остальными регионами будущей Латвийской республики на одной земле в составе Советской России.

## Май
- 1 мая — министр иностранных дел Временного правительства Павел Милюков направил ноту правительствам стран Антанты о продолжении войны. Содержание ноты спровоцировало правительственный кризис, завершившийся образованием нового состава Временного правительства — первой коалиции с участием социалистов.
- 15 мая — в Барнауле произошёл крупный пожар. Его огнём было уничтожено около 60 кварталов.
- 17 мая — Возвращение Троцкого в Россию
- 18 мая — между Временным правительством и Исполнительным комитетом Петроградского совета достигнуто соглашение о создании коалиции.
- 22 мая — около станции Верещагино Пермской железной дороги у паровоза Еф−62, после года работы, произошёл взрыв котла. Причина — обрыв топочных связей.

## Июнь
- 16 июня — 7 июля — в Петрограде состоялся I Всероссийский съезд Советов рабочих и солдатских депутатов, принявший резолюции о полной поддержке министров-социалистов Временного правительства и продолжении «революционной войны» на принципах отказа от аннексий и контрибуций.
- 18 июня-21 июня — Попытка захвата анархистами типографии газеты «Русская воля»

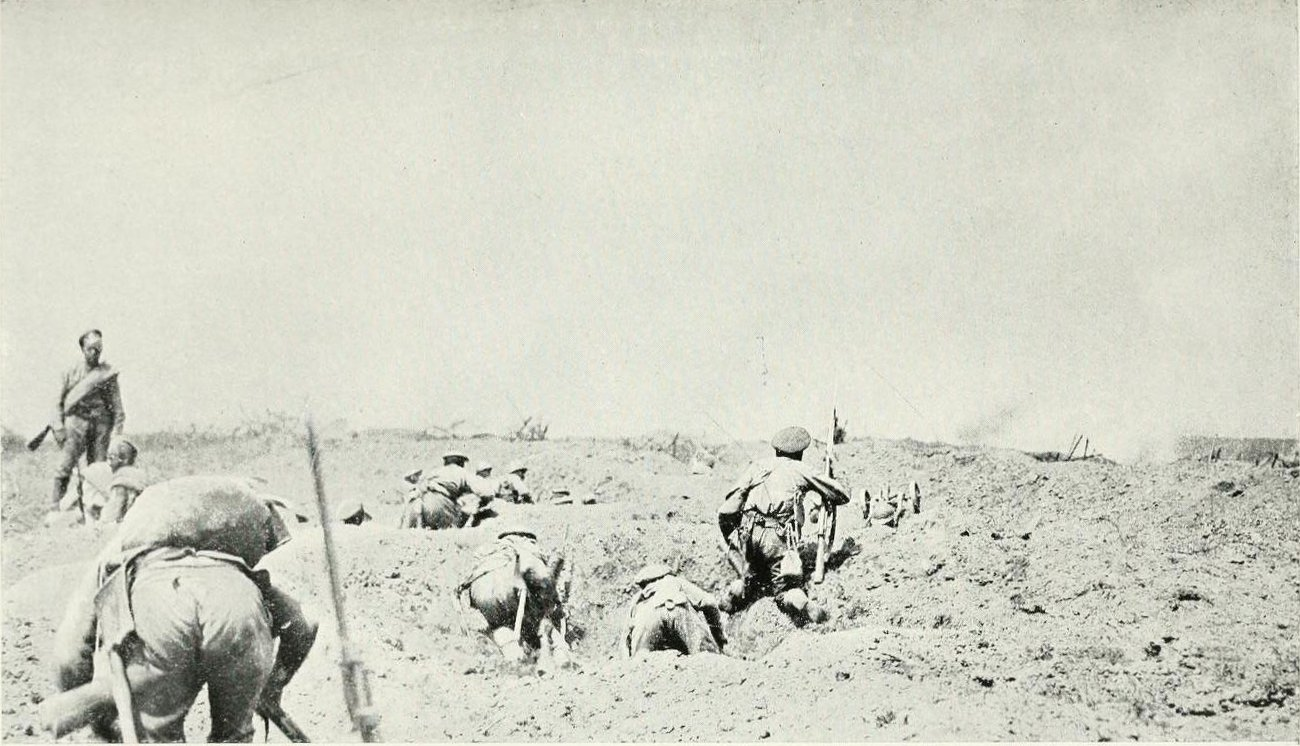
Атака 47-го Сибирского стрелкового полка под Дзикеланами.

## Июль
- 1 июля
  - После двухдневной артподготовки началось июньское наступление русских армий Юго-Западного фронта. Закончилось провалом из-за катастрофического падения дисциплины в войсках.
  - Налёт анархистов на «Кресты»

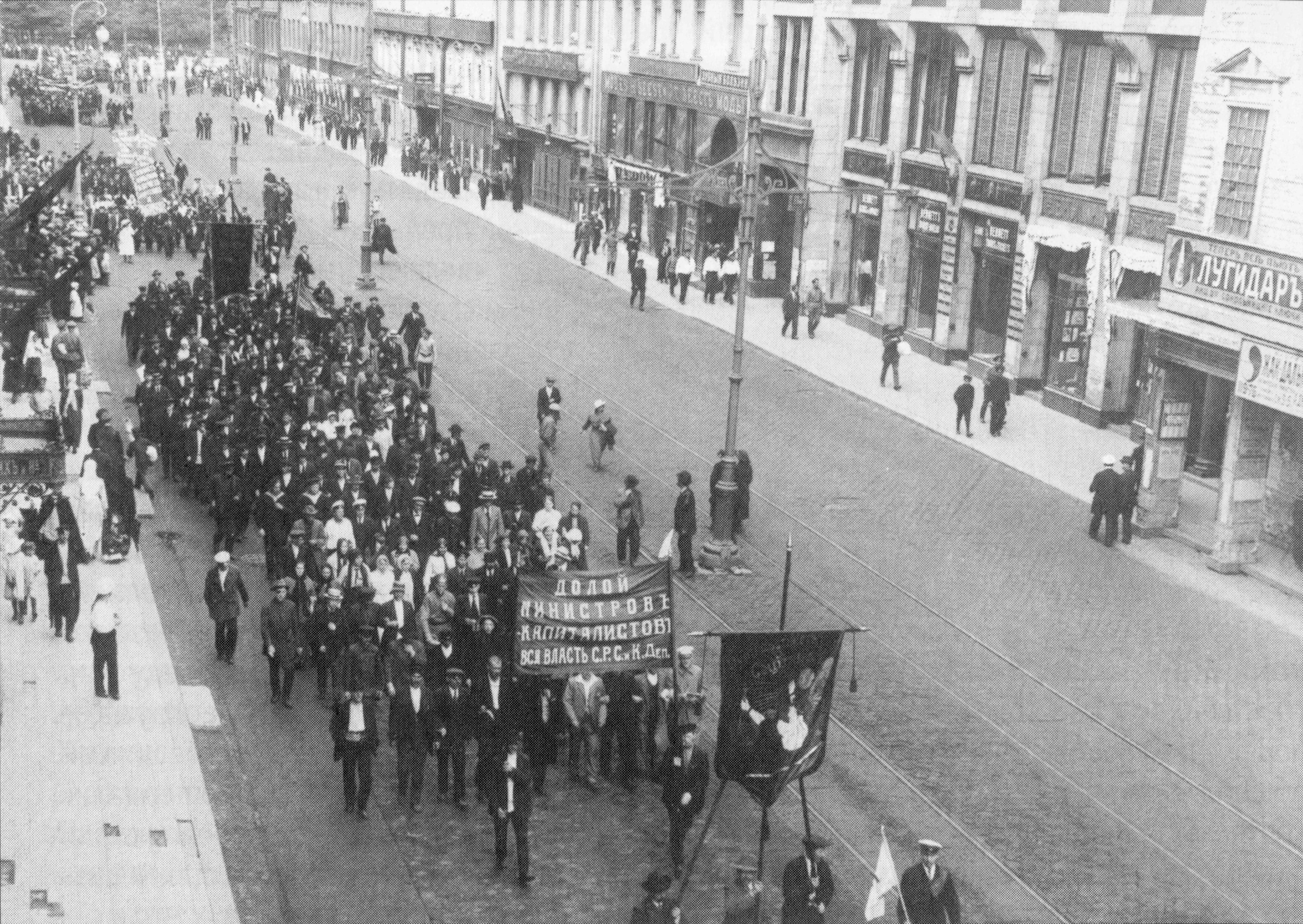
Июльская демонстрация в Петрограде

- 14 июля — в соответствии с постановлением Временного Правительства России № 752 был открыт Пермский университет.
- 16 июля — в Петрограде началось подавленное через 2 дня восстание солдат 1-го пулемётного полка, рабочих петроградских заводов, кронштадтских матросов, поддержанных большевиками
- 20 июля
  - Временное правительство отдало приказ об аресте В. И. Ленина. Ленин скрылся
  - Министр-председатель Временного правительства князь Георгий Львов ушёл в отставку со своего поста. Его место занял Александр Керенский, сохранивший должность военного и морского министра
- 23 июля-29 июля — II Всероссийский единоверческий съезд

## Август
- 3 августа — в Оренбурге открылся I Всекиргизский (Всеказахский) съезд, на котором была создана казахская национальная партия Алаш. Съезд закончил работу 8 августа
- 8—16 августа — в Петрограде состоялся VI съезд РСДРП(б). Проходил полулегально, в газетах было объявлено только о созыве съезда, но не было указано место его заседаний.
- 10 августа — в Мешхед (Иран) прибыла Британская военная миссия в Туркестане генерала Уилфреда Маллесона, призванная противодействовать возможному немецко-турецкому вторжению в Среднюю Азию в условиях ослабления России
- 21 августа — разыскиваемый российскими властями В. И. Ленин из своего укрытия на озере Разлив перебрался в Финляндию под видом кочегара на паровозе
- 25—28 августа — Государственное совещание временного правительства в Москве
- 27—29 августа — Казанская катастрофа — пожар на Казанском пороховом заводе, приведший к многочисленным разрушениям и жертвам, и уничтоживший огромное количество вооружения и боеприпасов, в том числе более миллиона снарядов и 12 тысяч пулемётов.
- 28 августа — в Лондоне прошла 2-я Конференция социалистов стран Антанты, в которой приняли участие социал-демократы Великобритании, Франции, Бельгии и России (кроме большевиков). Социалисты приняли резолюции в поддержку своих правительств
- Август — ссылка императора в Тобольск

## Сентябрь

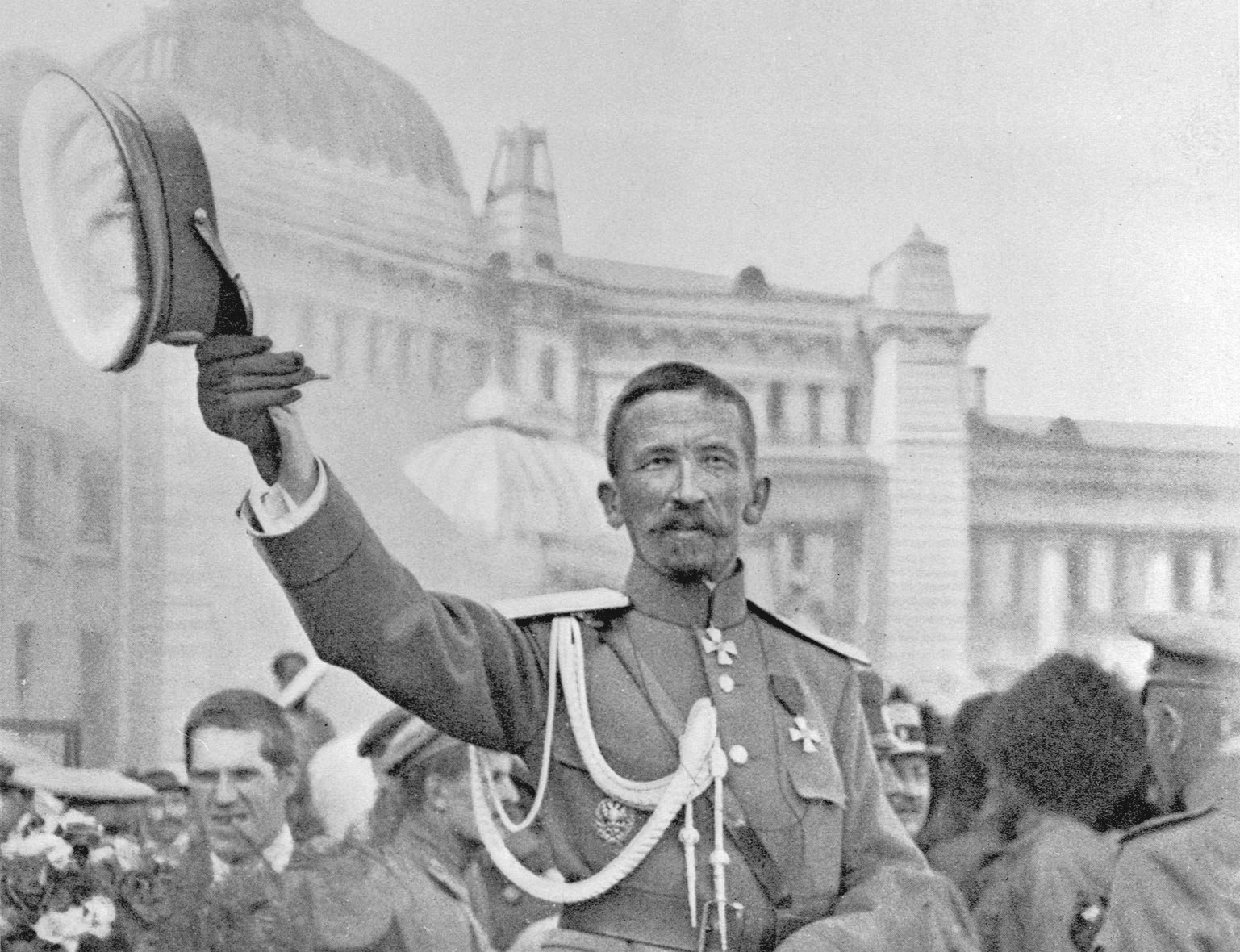
Генерал Корнилов

- 3 сентября — Германские войска заняли Ригу. Русская армия беспорядочно отступила на северо-восток к Вендену, теряя артиллерию и обозы.
- 5 сентября — в Баку прошёл митинг протеста против введения смертной казни на фронте и в тылу
- 9 сентября — началось Корниловское выступление.
- 11 сентября — Попытка захвата Ташкента Советом рабочих и солдатских депутатов
- 14 сентября — министр-председатель Временного правительства Александр Керенский и министр юстиции Александр Зарудный совершили государственный переворот, подписав Постановление о провозглашении России республикой, узурпировав этим одну из важнейших функций предстоящего Учредительного собрания — принятие решения об установлении той или иной формы правления в России. До этого поступка Керенского в течение 6 месяцев Россия, согласно подписанному 16 марта Великим князем Михаилом Александровичем акту, оставалась монархией с вакантным троном в ожидании волеизъявления народа через Учредительное собрание
- 22 сентября — на оккупированных германскими войсками литовских землях бывшей Российской империи закончено формирование «Летовус тариба» — Литовского совета во главе с Антанасом Сметоной
- 27 сентября — В. И. Ленин направил ЦК РСДРП(б), Петроградскому и Московскому комитетам партии письмо «Большевики должны взять власть»
- Сентябрь — восстание в лагере Ла-Куртин

## Октябрь
- 8 октября — Александр Керенский сформировал третье коалиционное правительство.
- 10 октября — началась всеобщая стачка рабочих Бакинского нефтепромышленного района, продлившаяся до 26 октября
- 12—20 октября — операция «Альбион». ВМФ и сухопутные силы Германии захватили Моонзундские острова.
- 20 октября — генералом М. В. Алексеевым положено начало Алексеевской организации[1][2].
- 21 октября — В Саратове премьерой спектакля «Гибель надежды» Г. Гейсермана открылся Солдатский Театр Революции
- 23 октября — ЦК РСДРП(б) по докладу В. И. Ленина принял резолюцию о вооружённом восстании
- 25 октября — при Петроградском совете создан Военно-революционный комитет

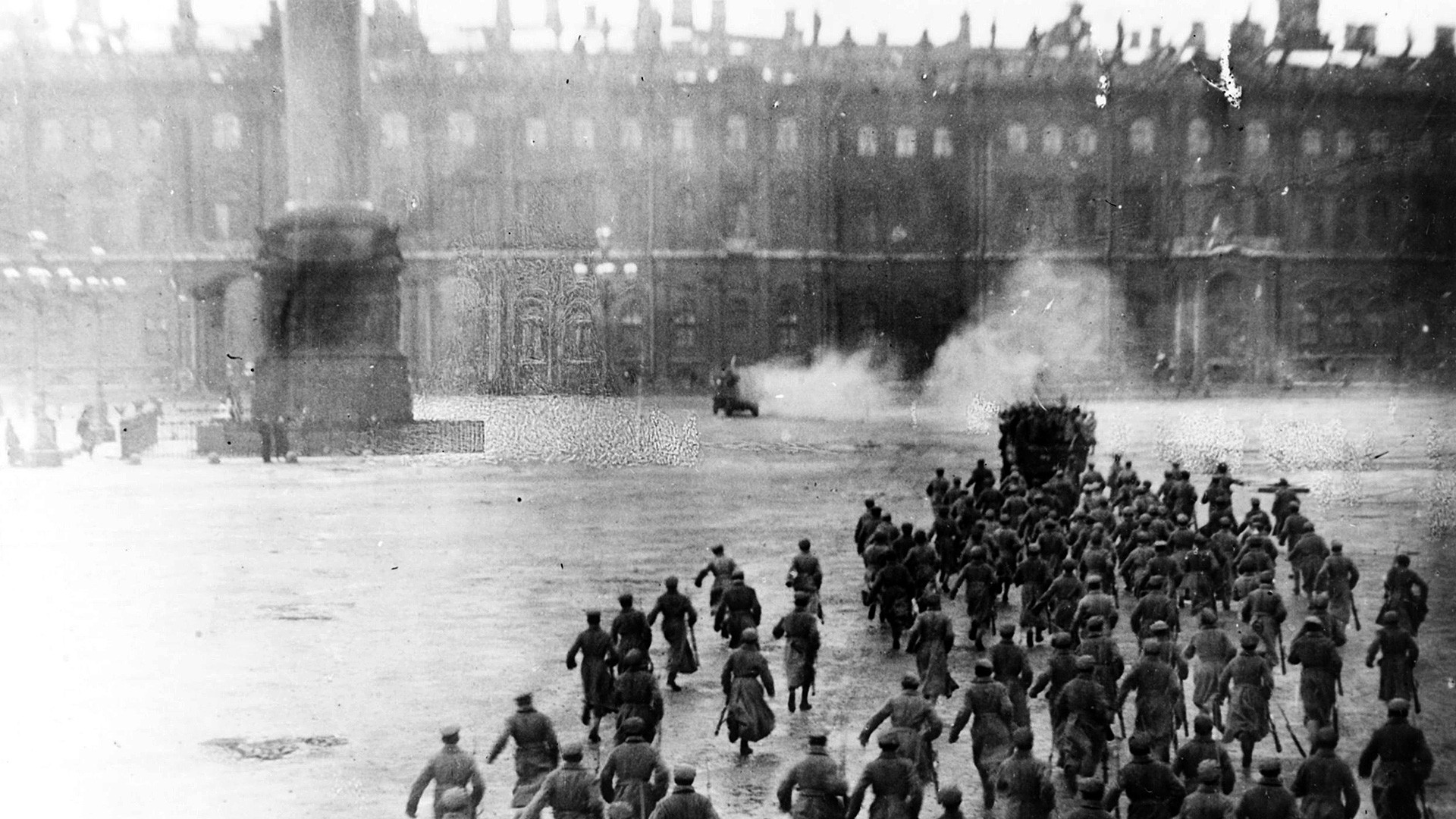
Штурм Зимнего дворца

## Ноябрь
- 7 ноября — произошла Великая Октябрьская социалистическая революция, открыт II Всероссийский съезд Советов рабочих и солдатских депутатов. Ликвидация Временного правительства
- 7—15 ноября — Большевистское восстание в Москве
- 8-13 ноября — восстание в Киеве
- 8 ноября
  - II Всероссийский съезд Советов рабочих и солдатских депутатов принял Декрет о мире и Декрет о земле. Сформирован Совет Народных Комиссаров во главе с В. И. Лениным
  - Начало Поход Керенского — Краснова на Петроград с целью подавления Октябрьской революции и восстановления власти Временного правительства.
  - Создан Народный комиссариат по делам национальностей РСФСР
- 10-14 ноября — Восстание в Ташкенте
- 11 ноября
  - Викжель (Российский профсоюз железнодорожников) провозгласил забастовку с требованиями формирования из партий эсеров, меньшевиков и большевиков «однородного социалистического правительства» без участия в нём лидеров Октябрьской социалистической революции Ленина и Троцкого. В качестве угрозы использовалась всеобщая забастовка на транспорте.
  - Восстание юнкеров в Петрограде
- 13 ноября — В Баку провозглашена советская власть
- 13—19 ноября — всеобщая забастовка рабочих в Финляндии
- 20 ноября — третий универсал Центральной рады провозгласил о создании Украинской народной республики в составе Российской республики.
- 22 ноября — Совет рабочих, солдатских и безземельных депутатов Латвии в Валке провозгласил советскую власть на неоккупированной территории Латвии
- 28 ноября — в Тбилиси образован Закавказский комиссариат
- 30 ноября — в России национализирована фабрика товарищества Ликинской мануфактуры А. В. Смирнова во Владимирской губернии — первая национализация промышленного предприятия, осуществлённая советской властью

## Декабрь

В. И. Ленин произносит речь на митинге

- 2 декабря — в Софии прошёл митинг солидарности с русской революцией
- 3 декабря — обращение СНК РСФСР «Ко всем трудящимся мусульманам России и Востока»
- 4 декабря — в Кишинёве по инициативе Молдавской национальной партии образован Совет края — Сфатул Цэрий, орган государственной власти в Бессарабии
- 6 декабря — парламент Финляндии одобрил предложенную правительством Декларацию независимости Финляндии.
- 8 декабря — декретом СНК ликвидирован Крестьянский поземельный банк. Его земли национализированы и розданы крестьянам, крестьянские долги банку в размере 3 310 000 000 рублей аннулированы
- 15 декабря — в Кишинёве провозглашена Молдавская демократическая республика
- 17 декабря — вышел первый номер газеты «Гудок»
- 18 декабря — открылся II Общекиргизский (Всеказахский) съезд, провозгласивший Алашскую автономию и сформировавший автономное правительство Алаш-Орду во главе с Алиханом Букейхановым. Съезд закончил работу 26 декабря
- 20 декабря
  - Создана Всероссийская чрезвычайная комиссия по борьбе с контрреволюцией и саботажем
- 21 декабря 
  - в составе Наркомата по делам национальностей РСФСР образован Комиссариат по литовским делам во главе с Винцасом Мицкявичюсом-Капсукасом
  - Начало боёв в Иркутске
- 22 декабря Декретом ВЦИК «О страховании на случай болезни» впервые в мире был введён отпуск по беременности и родам,. который предусматривал для женщины-матери право на сохранение рабочего места и оплачиваемый отпуск продолжительностью 112 дней (8 недель до родов и 8 недель после), независимо от того, родился ли ребёнок живым.
- 23 декабря — англо-французское соглашение о «сферах действия» в России.
- 24 декабря 
  - Летувос тариба принял декларацию о независимости Литвы, провозгласившую воссоздание Литовского государства и высказавшуюся за установление «вечных, прочных союзнических связей Литовского государства с Германией»
  - Исполнительный комитет Совета рабочих, солдатских и безземельных депутатов Латвии (Исколат) в городе Валмиере принял декларацию о самоопределении Латвии в составе Советской России и обратился к Совету народных комиссаров Советской России с просьбой передать в состав Латвии латгальские уезды Витебской губернии, закрепив тем самым решение Конгресса латышей Латгалии, принятое в Резекне 27 апреля 1917 года. 31 декабря соответствующее решение СНК было получено.
- 27 декабря — декретом ВЦИК национализированы все коммерческие банки России и установлена государственная монополия на банковское дело.
- 29 декабря — СНК РСФСР назначил Степана Шаумяна чрезвычайным комиссаром Кавказа.
- 31 декабря — Совет народных комиссаров постановил внести на рассмотрение Всероссийского центрального исполнительного комитета вопрос о признании государственной независимости Финляндской Республики.